# National Sports Center
Das National Sports Center ist ein Multi-Sportkomplex in der US-Stadt Blaine im Bundesstaat Minnesota.
Das NSC besteht aus einem Fußballstadion, über 50 Trainingsplätzen, einem Golfplatz, einer Radrennbahn, einem Konferenzgebäude und einer Eissporthalle, dem sogenannten Schwan Super Rink. Hier wurden bislang verschiedene nationale und internationale Wettkämpfe in unterschiedlichen Disziplinen ausgetragen.

## Lage
Das National Sports Center befindet sich direkt in Blaine. Es umfasst eine Fläche von 2,4 km² und ist auf verschiedene Bereiche aufgeteilt.

## Geschichte
Die Minnesota Amateur Sports Commission (MASC) beschloss 1987 den Bau einer Sportanlage. Hierfür wurden 14,7 Millionen US-Dollar bereitgestellt. Das Ziel war es, einen Sportkomplex zu schaffen, auf dem Sportveranstaltungen in Minnesota, gerade im Amateurbereich, ausgetragen werden können.
Die Anlage wurde 1990 eröffnet und gehört dem US-Bundesstaat Minnesota, wird von diesem aber nicht überwacht. Betreiber ist die National Sports Center Foundation in Zusammenarbeit mit der Minnesota Amateur Sports Commission.

## Nutzung

### NSC Stadium
Das NSC Stadium fasst 8.500 Zuschauer und war von 2010 bis 2016 Heimstadion von Minnesota United, welche in der North American Soccer League (NASL) spielten. Vorher wurde das Stadion von Minnesota Thunder genutzt, die in den Ligen der United Soccer Leagues (USL) spielten.
Das Stadion wurde auch für Spiele der Frauen-Fußballnationalmannschaft der Vereinigten Staaten genutzt.

### Schwan Super Rink

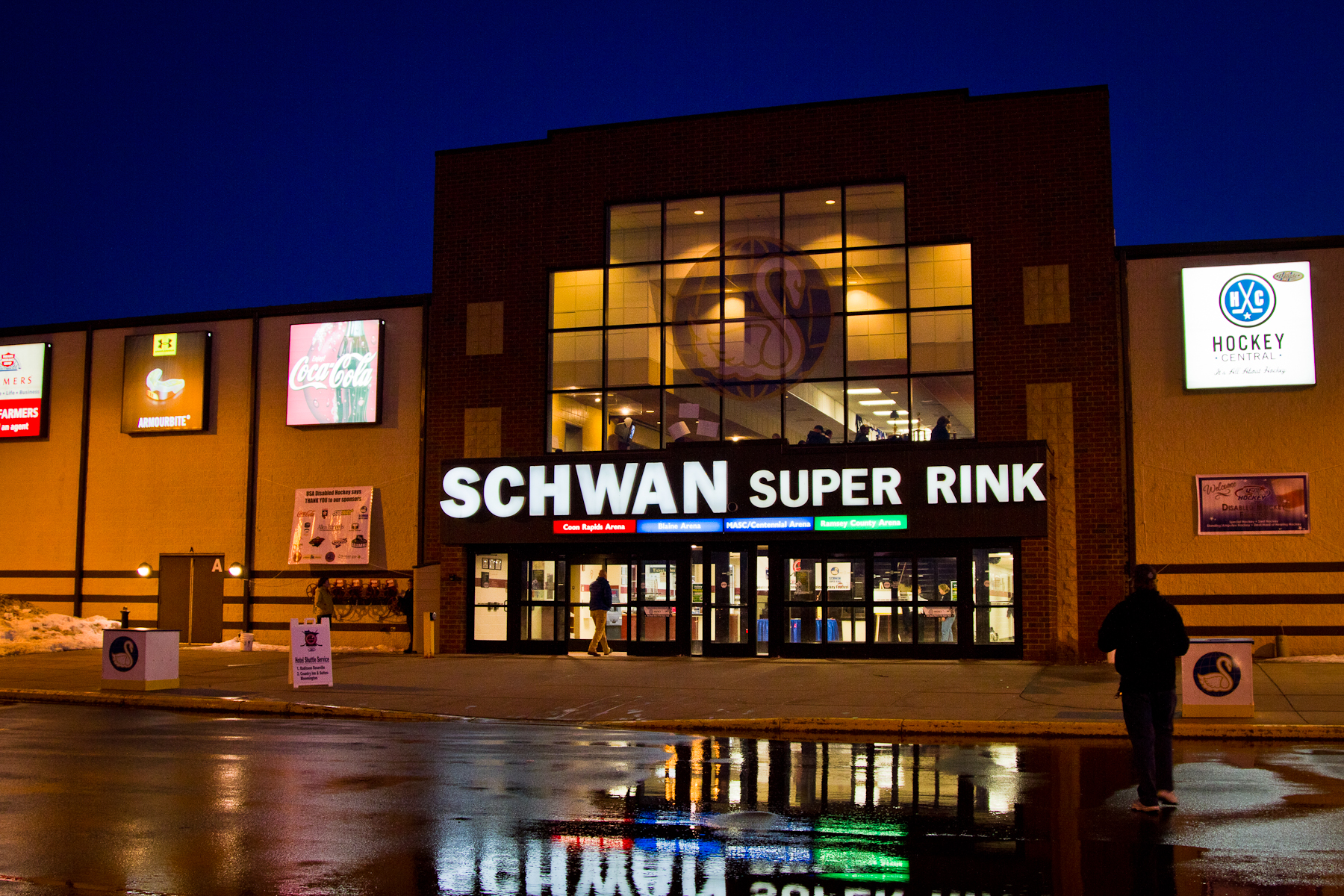
Der Schwan Super Rink

Der Schwan Super Rink ist eine 28.000 m² große Eissporthalle. In ihr befinden sich insgesamt acht Eisbahnen, von denen vier olympischen Standard besitzen und vier nach den Anforderungen der NHL gebaut wurden. Es ist die größte Eishalle seiner Art auf der Welt.
Der Schwan Super Rink ist nationales Trainingszentrum der Frauen-Eishockeynationalmannschaft der Vereinigten Staaten. Daneben wird dies von der nahegelegenen Bethel University und zwei lokalen High Schools genutzt.